# Griffith Lerotholi
Nathaniel Griffith Lerotholi (* um 1873; † Juli 1939) war von 1913 bis 1939 Oberhaupt (Sesotho morena e moholo, englisch Paramount Chief) des Volkes der Basotho in Basutoland, heute Lesotho.

## Leben
Griffith Lerotholi war der zweitgeborene Sohn der Zweitfrau des ´morena e moholo Lerotholi. Er wuchs wie sein älterer Bruder Letsie im Dorf seines Vaters auf, Likhoele bei Matsieng. Den Namen erhielt er nach dem Vertreter des Gouverneurs der Kapkolonie, Charles Duncan Griffith. Er wuchs im Haus seines Onkels Bereng in Masite auf. 1897 wurde er als morena zu den Phuthi abgeordnet. Mit seinem Vater und seinem Bruder kämpfte Griffith Lerotholi 1898 erfolgreich gegen seinen Großonkel Masopha. Bei den Phuthi konnte er sich jedoch jahrelang nicht behaupten. Erst drei Jahre nach der Verbannung des Phuthi-Anführers Mocheko wurde er 1903 akzeptiert.
Griffith Lerotholi ältester Sohn, Bereng Griffith, stammt von seiner Viertfrau, während der 1905 geborene Sohn Seeiso Griffith aus dem „dritten Haus“ stammte, also erbfolgeberechtigt war. Seeisos Mutter hatte aber ihren Mann um 1900 für einige Jahre verlassen, so dass Griffith den jüngeren Bereng bevorzugte. Daher schickte er Seeiso in den abgelegenen Mokhotlong-Distrikt, wo er fortan als Steuereintreiber arbeitete. 1926 gab Griffith seinen Sohn Bereng bei den Briten als rechtmäßigen Nachfolger an.
Letsie wurde 1905 als Letsie II. neuer morena e moholo. Er starb 1913. Sein einziger Sohn Tau starb kurz nach Letsies II. Tod auf ungeklärte Weise. Griffith Lerotholi sollte eine Witwe seines Bruders schwängern, damit dieser als Letsies Sohn nach Eintreten der Volljährigkeit die Erbfolge antreten könne. Griffith Lerotholi sollte solange als Regent amtieren. Er trat aber 1912 als erster wichtiger morena einer Kirche bei, der römisch-katholischen Kirche, so dass er nach deren Moralvorstellung von der Schwängerung Abstand nehmen konnte. Die Sons of Moshoeshoe, das höchste Gremium der barena, gaben nach und machten ihn zum morena e moholo. Alle nachfolgenden barena ba baholo waren ebenfalls katholisch.
Griffith’ Führungsstil war autokratischer als der seiner Vorgänger. Seine Beziehungen zu den neu entstandenen bürgerlichen Bewegungen Basutoland Progressive Association (BPA; etwa: „Fortschrittliche Vereinigung von Basutoland“) und dem Lekhotla la Bafo („Rat der einfachen Leute“) waren angespannt. 1921 oder 1922 versuchte er bei einer Versammlung, die BPA zu demütigen, wurde aber selbst von den Teilnehmern erniedrigt.
1919 ersuchte Griffith Lerotholi die britischen Kolonialbehörden, sich für eine Rückholung der Gebiete westlich Basutolands einzusetzen, die bis zum Senekal-Krieg und Seqiti-Krieg den Basotho gehört hatten und nunmehr Teil der Südafrikanischen Union waren. Der britische High Commissioner weigerte sich jedoch. Trotzdem durfte Griffith mit zwölf Vertrauten als erster morena e moholo der Basotho nach London reisen und wurde dort von König George V. empfangen.
Nachdem Griffith Lerotholi im Juli 1939 gestorben war, wählten die Sons of Moshoeshoe Seeiso zum Nachfolger als morena e moholo.